# ألفرد هنري مورر
ألفرد هنري مورر (بالإنجليزية: Alfred Maurer)‏ هو رسام أمريكي، ولد في 21 أبريل 1868 في نيويورك في الولايات المتحدة، وتوفي بنفس المكان في 4 أغسطس 1932.

## وصلات خارجية
- ألفرد هنري مورر على موقع الموسوعة البريطانية (الإنجليزية)